# Formazione degli Scorpions
Questa che segue è la lista di tutti i componenti della band Hard rock/Heavy metal Scorpions, dagli esordi fino a oggi.

## Formazione

### Attuale
- Klaus Meine - voce
- Matthias Jabs - chitarre
- Rudolf Schenker - chitarre
- Mikkey Dee - batteria
- Paweł Mąciwoda - basso

### Ex membri
- Lothar Heimberg - basso (1969-1972)
- Wolfgang Dziony -batteria (1969-1973)
- Michael Schenker - chitarra (1970-1973)
- Ulrich Roth - chitarra (1973-1979)
- Francis Buchholz - basso (1973-1992)
- Jürgen Rosenthal - batteria (1973-1994)
- Herman Rarebell - batteria (1977-1995)
- Ralph Rieckermann - basso (1995-2005)
- James Kottak - batteria (1995-2016)

### Membri pre-discografia[1]
- Karl Heinz Vollmer, chitarra

## Cronologia delle formazioni

### Scorpions I
(aprile 1966 - aprile 1971)
- Klaus Meine, voce
- Karl-Heinz Vollmer, chitarra
- Rudolf Schenker, chitarra
- Lothar Heimberg, basso
- Wolfgang Dziony, batteria

### Scorpions II
(aprile 1971 - marzo 1972)
- Klaus Meine, voce
- Rudolf Schenker, chitarra
- Michael Schenker, chitarra
- Lothar Heimberg, basso
- Wolfgang Dziony, batteria

### Scorpions III
(marzo 1973- maggio 1975)
- Klaus Meine, voce
- Rudolf Schenker, chitarra
- Ulrich Roth, chitarra
- Francis Buchholz, basso
- Jürgen Rosenthal, batteria

### Scorpions IV
(maggio 1975 - luglio 1977)
- Klaus Meine, voce
- Rudolf Schenker, chitarra
- Ulrich Roth, chitarra
- Francis Buchholz, basso
- Jürgen Rosenthal, batteria

### Scorpions V
(1978-1992)
- Klaus Meine, voce
- Rudolf Schenker, chitarra
- Matthias Jabs, chitarra
- Francis Buchholz, basso
- Herman Rarebell, batteria

### Scorpions VI
(1993-1995)
- Klaus Meine, voce
- Rudolf Schenker, chitarra
- Matthias Jabs, chitarra
- Ralph Rieckermann, basso
- Herman Rarebell, batteria

### Scorpions VII
(1995-2005)
- Klaus Meine, voce)
- Rudolf Schenker, chitarra
- Matthias Jabs, chitarra
- Ralph Rieckermann, basso
- James Kottak, batteria

### Scorpions VIII
(2005-2016)
- Klaus Meine, voce
- Rudolf Schenker, chitarra
- Matthias Jabs, chitarra
- Paweł Mąciwoda, basso
- James Kottak, percussioni

### Scorpions IX
(2016-presente)
- Klaus Meine, voce
- Rudolf Schenker, chitarra
- Matthias Jabs, chitarra
- Paweł Mąciwoda, basso
- Mikkey Dee, batteria

### Tutti i componenti
| Membri del gruppo | Strumenti        | Periodo           | Album registrati |
| ----------------- | ---------------- | ----------------- | --- |
| Klaus Meine       | Voce             | 1969 - oggi       | tutti |
| Rudolf Schenker   | Chitarra Ritmica | 1965 - oggi       | tutti |
| Matthias Jabs     | Chitarra Solista | 1978 - oggi       | - Lovedrive - Animal Magnetism - Blackout - Love at First Sting - Savage Amusement - Crazy World - Face the Heat - Pure Instinct - Eye II Eye - Umbreakable - Humanity Hour 1 - Sting In The Tail |
| Ulrich Roth       | Chitarra Solista | 1974 - 1978       | - Fly to the Rainbow - In Trance - Virgin Killer - Taken by Force |
| Herman Rarebell   | batteria         | 1977 - 1995       | - Taken by Force - Lovedrive - Animal Magnetism - Blackout - Love at First Sting - Savage Amusement - Crazy World - Face the Heat                                                                 |
| Francis Buchholz  | Basso            | 1973 - 1992       | - Fly to the Rainbow - In trance - Virgin Killer - Taken by Force - Lovedrive - Animal Magnetism - Blackout - Love at First Sting - Savage Amusement - Crazy World                                |
| Michael Schenker  | Chitarra Solista | 1972, 1979        | - Lonesome CRow - Lovedrive |
| James Kottak      | Batteria         | 1996 - 2016       | - Pure Instinct - Eye II Eye - Umbreakable - Humanity Hour 1 - Sting In The Tail |
| Paweł Mąciwoda    | Basso            | 2003 - oggi       | - Umbreakable - Humanity Hour 1 - Sting In The Tail |
| Ralph Rieckermann | Basso            | 1993 - 2003       | - Face the Heat - Pure Instinct - Eye II Eye |
| Jürgen Rosenthal  | batteria         | 1974 - 1976       | - Fly to the Rainbow - In Trance - Virgin Killer |
| Achim Kirschning  | Basso / Tastiere | 1965 - 1970, 1975 | - In Trance |
| Rudy Lenners      | batteria         | 1975 - 1976       | - In Trance - Virgin Killer |

## Grafico di Tutti i Componenti degli Scorpions
| Date | Chitarra ritmica | Chitarra solista | Voce                             | Basso             | Batteria         | Album               |
| ---- | ---------------- | ---------------- | -------------------------------- | ----------------- | ---------------- | ------------------- |
| 1965 | Rudolf Schenker  | Karl Heinz       | Rudolf Schenker, Wolfgang Dziony | Archin Kirchoff   | Wolfgang Dziony  |                     |
| 1966 | Rudolf Schenker  | Karl Heinz       | Rudolf Schenker, Wolfgang Dziony | Archin Kirchoff   | Wolfgang Dziony  |                     |
| 1967 | Rudolf Schenker  | Karl Heinz       | Rudolf Schenker, Wolfgang Dziony | Archin Kirchoff   | Wolfgang Dziony  |                     |
| 1968 | Rudolf Schenker  | Karl Heinz       | Rudolf Schenker, Wolfgang Dziony | Archin Kirchoff   | Wolfgang Dziony  |                     |
| 1969 | Rudolf Schenker  | Michael Schenker | Klaus Meine                      | Archin Kirchoff   | Wolfgang Dziony  |                     |
| 1970 | Rudolf Schenker  | Michael Schenker | Klaus Meine                      | Lothar Heimberg   | Wolfgang Dziony  |                     |
| 1971 | Rudolf Schenker  | Michael Schenker | Klaus Meine                      | Lothar Heimberg   | Wolfgang Dziony  |                     |
| 1972 | Rudolf Schenker  | Uli Jon Roth     | Klaus Meine                      | Francis Buchholz  | Jürgen Rosenthal | Lonesome Crow       |
| 1973 | Rudolf Schenker  | Uli Jon Roth     | Klaus Meine                      | Francis Buchholz  | Jürgen Rosenthal |                     |
| 1974 | Rudolf Schenker  | Uli Jon Roth     | Klaus Meine                      | Francis Buchholz  | Jürgen Rosenthal | Fly to the Rainbow  |
| 1975 | Rudolf Schenker  | Uli Jon Roth     | Klaus Meine                      | Francis Buchholz  | Rudy Lenners     | In Trance           |
| 1976 | Rudolf Schenker  | Uli Jon Roth     | Klaus Meine                      | Francis Buchholz  | Rudy Lenners     | Virgin Killer       |
| 1977 | Rudolf Schenker  | Uli Jon Roth     | Klaus Meine                      | Francis Buchholz  | Herman Rarebell  | Taken by Force      |
| 1978 | Rudolf Schenker  | Uli Jon Roth     | Klaus Meine                      | Francis Buchholz  | Herman Rarebell  | Tokyo Tapes         |
| 1979 | Rudolf Schenker  | Matthias Jabs    | Klaus Meine                      | Francis Buchholz  | Herman Rarebell  | Lovedrive           |
| 1980 | Rudolf Schenker  | Matthias Jabs    | Klaus Meine                      | Francis Buchholz  | Herman Rarebell  | Animal Magnetism    |
| 1981 | Rudolf Schenker  | Matthias Jabs    | Klaus Meine                      | Francis Buchholz  | Herman Rarebell  |                     |
| 1982 | Rudolf Schenker  | Matthias Jabs    | Klaus Meine                      | Francis Buchholz  | Herman Rarebell  | Blackout            |
| 1983 | Rudolf Schenker  | Matthias Jabs    | Klaus Meine                      | Francis Buchholz  | Herman Rarebell  |                     |
| 1984 | Rudolf Schenker  | Matthias Jabs    | Klaus Meine                      | Francis Buchholz  | Herman Rarebell  | Love at First Sting |
| 1985 | Rudolf Schenker  | Matthias Jabs    | Klaus Meine                      | Francis Buchholz  | Herman Rarebell  | World Wide Live     |
| 1986 | Rudolf Schenker  | Matthias Jabs    | Klaus Meine                      | Francis Buchholz  | Herman Rarebell  |                     |
| 1987 | Rudolf Schenker  | Matthias Jabs    | Klaus Meine                      | Francis Buchholz  | Herman Rarebell  |                     |
| 1988 | Rudolf Schenker  | Matthias Jabs    | Klaus Meine                      | Francis Buchholz  | Herman Rarebell  | Savage Amusement    |
| 1989 | Rudolf Schenker  | Matthias Jabs    | Klaus Meine                      | Francis Buchholz  | Herman Rarebell  |                     |
| 1990 | Rudolf Schenker  | Matthias Jabs    | Klaus Meine                      | Francis Buchholz  | Herman Rarebell  | Crazy World         |
| 1991 | Rudolf Schenker  | Matthias Jabs    | Klaus Meine                      | Francis Buchholz  | Herman Rarebell  |                     |
| 1992 | Rudolf Schenker  | Matthias Jabs    | Klaus Meine                      | Ralph Rieckermann | Herman Rarebell  |                     |
| 1993 | Rudolf Schenker  | Matthias Jabs    | Klaus Meine                      | Ralph Rieckermann | Herman Rarebell  | Face the Heat       |
| 1994 | Rudolf Schenker  | Matthias Jabs    | Klaus Meine                      | Ralph Rieckermann | Herman Rarebell  |                     |
| 1995 | Rudolf Schenker  | Matthias Jabs    | Klaus Meine                      | Ralph Rieckermann | Curt Cress       | Pure Instinct       |
| 1996 | Rudolf Schenker  | Matthias Jabs    | Klaus Meine                      | Ralph Rieckermann | James Kottak     |                     |
| 1997 | Rudolf Schenker  | Matthias Jabs    | Klaus Meine                      | Ralph Rieckermann | James Kottak     |                     |
| 1998 | Rudolf Schenker  | Matthias Jabs    | Klaus Meine                      | Ralph Rieckermann | James Kottak     |                     |
| 1999 | Rudolf Schenker  | Matthias Jabs    | Klaus Meine                      | Ralph Rieckermann | James Kottak     | Eye II Eye          |
| 2000 | Rudolf Schenker  | Matthias Jabs    | Klaus Meine                      | Ralph Rieckermann | James Kottak     | Moment of Glory     |
| 2001 | Rudolf Schenker  | Matthias Jabs    | Klaus Meine                      | Ralph Rieckermann | James Kottak     | Acoustica           |
| 2002 | Rudolf Schenker  | Matthias Jabs    | Klaus Meine                      | Ralph Rieckermann | James Kottak     |                     |
| 2003 | Rudolf Schenker  | Matthias Jabs    | Klaus Meine                      | Ralph Rieckermann | James Kottak     |                     |
| 2004 | Rudolf Schenker  | Matthias Jabs    | Klaus Meine                      | Paweł Mąciwoda    | James Kottak     | Unbreakable         |
| 2005 | Rudolf Schenker  | Matthias Jabs    | Klaus Meine                      | Paweł Mąciwoda    | James Kottak     |                     |
| 2006 | Rudolf Schenker  | Matthias Jabs    | Klaus Meine                      | Paweł Mąciwoda    | James Kottak     |                     |
| 2007 | Rudolf Schenker  | Matthias Jabs    | Klaus Meine                      | Paweł Mąciwoda    | James Kottak     | Humanity - Hour 1   |
| 2008 | Rudolf Schenker  | Matthias Jabs    | Klaus Meine                      | Paweł Mąciwoda    | James Kottak     |                     |
| 2009 | Rudolf Schenker  | Matthias Jabs    | Klaus Meine                      | Paweł Mąciwoda    | James Kottak     |                     |
| 2010 | Rudolf Schenker  | Matthias Jabs    | Klaus Meine                      | Paweł Mąciwoda    | James Kottak     | Sting in the Tail   |
| 2011 | Rudolf Schenker  | Matthias Jabs    | Klaus Meine                      | Paweł Mąciwoda    | James Kottak     |                     |
| 2012 | Rudolf Schenker  | Matthias Jabs    | Klaus Meine                      | Paweł Mąciwoda    | James Kottak     |                     |
| 2013 | Rudolf Schenker  | Matthias Jabs    | Klaus Meine                      | Paweł Mąciwoda    | James Kottak     |                     |
| 2014 | Rudolf Schenker  | Matthias Jabs    | Klaus Meine                      | Paweł Mąciwoda    | James Kottak     |                     |
| 2015 | Rudolf Schenker  | Matthias Jabs    | Klaus Meine                      | Paweł Mąciwoda    | James Kottak     | Return to Forever   |
| 2016 | Rudolf Schenker  | Matthias Jabs    | Klaus Meine                      | Paweł Mąciwoda    | Mikkey Dee       |                     |
| 2017 | Rudolf Schenker  | Matthias Jabs    | Klaus Meine                      | Paweł Mąciwoda    | Mikkey Dee       |                     |